# Sporobolus kerrii
Sporobolus kerrii är en gräsart som beskrevs av Norman Loftus Bor. Sporobolus kerrii ingår i släktet droppgräs, och familjen gräs. Inga underarter finns listade i Catalogue of Life.